# Parenthood (televisieserie)
Parenthood is een wekelijkse Amerikaanse dramaserie over een wijdvertakte familie, uitgezonden door NBC. De serie is gebaseerd op de gelijknamige film uit 1989.

## Inhoud
De serie volgt de familie Braverman. Vader Zeek (Craig T. Nelson) en moeder Camille (Bonnie Bedelia) hebben samen vier volwassen kinderen: Adam (Peter Krause), Sarah (Lauren Graham), Crosby (Dax Shepard) en Julia (Erika Christensen). Ze hebben zelf allemaal een gezin. De serie gaat over hun ervaringen en problemen met het opvoeden van hun kinderen. Alle gezinnen hebben hun eigen problemen, terwijl ze ook van elkaar kunnen leren. Adam en zijn vrouw Kristina (Monica Potter) hebben een zoon met het syndroom van Asperger, Max (Max Burkholder), en een tienerdochter, Haddie (Sarah Ramos). Sarah probeert als alleenstaande moeder haar twee pubers Amber (Mae Whitman) en Drew (Miles Heizer) op te voeden. Crosby moet leren zelfstandig te worden wanneer Jasmine (Joy Bryant) hem vertelt dat hij de vader is van haar vijfjarige zoontje Jabbar (Tyree Brown). De jongste uit het gezin Braverman, Julia, is een succesvolle advocate, die samen met haar man Joel (Sam Jaeger) probeert hun gezinsleven in goede banen te leiden.

## Uitzendgegevens
Seizoen 1 bestaat uit 13 afleveringen en werd oorspronkelijk van maart tot en met mei 2010 uitgezonden in Amerika door NBC. Seizoen 2, bestaande uit 22 afleveringen, werd uitgezonden van september 2010 tot en met april 2011. Het derde seizoen, met 18 afleveringen, werd van september 2011 tot en met februari 2012 uitgezonden. Het vierde seizoen bestaat uit 15 afleveringen en werd van september 2012 tot en met januari 2013 uitgezonden. Het vijfde seizoen telt 22 afleveringen en werd van september 2013 tot en met april 2014 uitgezonden. NBC maakte bekend dat het zesde seizoen van Parenthood tevens het laatste zal zijn. Het zal bestaan uit 13 afleveringen en begint op 25 september. In Nederland werd het eerste seizoen van Parenthood uitgezonden op RTL 8, vanaf 30 augustus 2012. Het tweede seizoen werd in juni 2014 uitgezonden op RTL 4. In Vlaanderen werd het eerste seizoen uitgezonden op VTM.